# Sofia Parland
Sofia Parland är en en finländsk-rysk författare och poet.

## Biografi
Parland, som är född i Finland, växte upp i Sankt Petersburg i Ryssland. Hennes far är från Ryssland och själv har Parland både finskt och ryskt medborgarskap.
Sedan 2022 är Parland verksam som krönikör för Hufvudstadsbladet. Hon debuterade 2023 med Skrivet på revbenen och tilldelades Svenska Yles litteraturpris samma år. Hon nominerades till Runebergspriset 2024.
Sina litterära förebilder har hon enligt egen utsago hos den danska poeten Yahya Hassan, den svenska krönikören Linda Skugge och den finlandssvenska poeten Edith Södergran.

## Utmärkelser
- 2023 – Svenska Yles litteraturpris